# Jürg Helbling
Jürg Helbling (* 6. Juli 1954 in Uznach) ist ein Schweizer Ethnologe und Senior Professor für Wirtschafts- und Politikethnologie am Soziologischen Seminar der Universität Luzern.

## Leben
Helbling studierte von 1973 bis 1979 an der Universität Zürich Ethnologie (bei Prof. Lorenz Löffler), Philosophie und neuere Geschichte. Sein Studium schloss er mit einer Lizentiatsarbeit über «Neue Strömungen in der französischen Ethnologie» ab und war anschliessend als Assistent tätig. 1984 promovierte er zum Thema «Theorie der Wildbeutergesellschaft».
Zwischen 1985 und 1988 führte er eine Feldforschung auf Mindoro, Philippinen durch und habilitierte 1990 mit einer Arbeit zum Thema «Macht, Verwandtschaft und Produktion: Die Alangan-Mangyan im Nordosten Mindoros» an der Universität Zürich. Von 1995 bis 2008 war er Professor für Ethnologie an der Universität Zürich. 1997 bis 2006 dozierte er zudem an der ETH Zürich Umweltgeschichte. 1998 war er Gastprofessor an der Universität Wien und 2010 Fellow am Kulturwissenschaftlichen Kolleg der Universität Konstanz. Seit 2008 ist er Professor für Ethnologie an der Universität Luzern.
Zu seinen Schwerpunkten in Lehre und Forschung gehören:
- Wirtschaftsethnologie: Ressourcennutzung, Produktions- und Reproduktionsstrategien in vorindustriellen Wirtschaftssystemen
- Politikethnologie: Krieg und Frieden, Machtbeziehungen und politische Strategien, Verwandtschaft und Gabentausch, Formen der Legitimation von Macht
- Umweltgeschichte in welthistorischer Perspektive und Politische Ökonomie
- Geschichte der Theorien in Ethnologie und Nachbarwissenschaften (Soziologie, Politologie und Ökonomie).

## Publikationen (Auswahl)
- 2021: The Ending of Tribal Wars: Configurations and Processes of Pacification. (zusammen mit Tobias Schwörer eds.) London: Routledge. ISBN 978-0-367-52043-4 (pbk)
- 2021: Neue Politische Ökonomie einfacher Gesellschaften. Wiesbaden: Springer. ISBN 978-3-658-33934-0
- 2019: Kriege und Allianzen zwischen Dörfern. In: Ferdinand Sutterlüty / Matthias Jung / Andy Reymann (Hrsg.) Narrative der Gewalt: Interdisziplinäre Studien (S. 167–195). Frankfurt: Campus. ISBN 978-3-593-50933-4.
- 2015: Access to justice, impunity and the limits of legal pluralism in Kenya. Journal of Legal Pluralism and Unofficial Law: 1–21. Zusammen mit Walter Kälin und Prosper Nobirabo.
- 2014: Power and Kinship: The Relations of Power between Age Groups and Sexes among the Alangan-Mangyan of Northeastern Mindoro. In: Masao Nishimura (ed.) Human Relations and Social Developments (pp. 51–77). Manila: New Days Publishers.
- 2011: China und Europa: Von Mr. Landes lernen? In: Paul Messerli / Rainer Schwinges / Thomas Schmid (eds.) Entwicklungsmodell Europa: Entstehung. Ausbreitung, Herausforderung durch Globalisierung (pp. 191–216). Zürich: vdf.
- 2011: The Tactical Use of Cruelty in Tribal Warfare. In: Trutz von Trotha / Jakob Rösel (eds.) On Cruelty (S. 149–173). Köln: Rüdiger Köppe.
- 2007: Coping with Natural Disasters in Pre-Industrial Societies. The Medieval History Journal, 10: 397–414.
- 2006: Tribale Kriege: Konflikte in Gesellschaften ohne Zentralgewalt. Frankfurt: Campus Verlag. ISBN 978-3-593-38225-8.
- 2004: The Mangyan's Survival Strategies, A Case Study of Mangyan and Lowland Filipino Interaction in Northeast Mindoro From the 16th Until the Late 20th Century. Manila: New Day Publishers. Zusammen mit Volker Schult.
- 2002: Der Niedergang des Strukturfunktionalismus und der Aufstieg paradigmatischer Alternativen in der Ethnologie. Analyse & Kritik, 24: 3–39.
- 1996: Verwandtschaft, Macht und Produktion: Die Alangan-Mangyan im Nordosten Mindoros. Berlin: Reimer, ISBN 3-496-02598-0 (Habilitation)
- 1987: Theorie der Wildbeutergesellschaft. Frankfurt: Campus Verlag. (Dissertation)[3]